# Merrylands West, New South Wales
Merrylands West este o suburbie din Sydney, Australia.